# Saint-Pierre-d'Eyraud
Saint-Pierre-d'Eyraud är en kommun i departementet Dordogne i regionen Nouvelle-Aquitaine i sydvästra Frankrike. Kommunen ligger i kantonen La Force som tillhör arrondissementet Bergerac. År 2022 hade Saint-Pierre-d'Eyraud 1 801 invånare.

## Befolkningsutveckling
Antalet invånare i kommunen Saint-Pierre-d'Eyraud
Referens:INSEE